# Diana Ivanova (Journalistin)

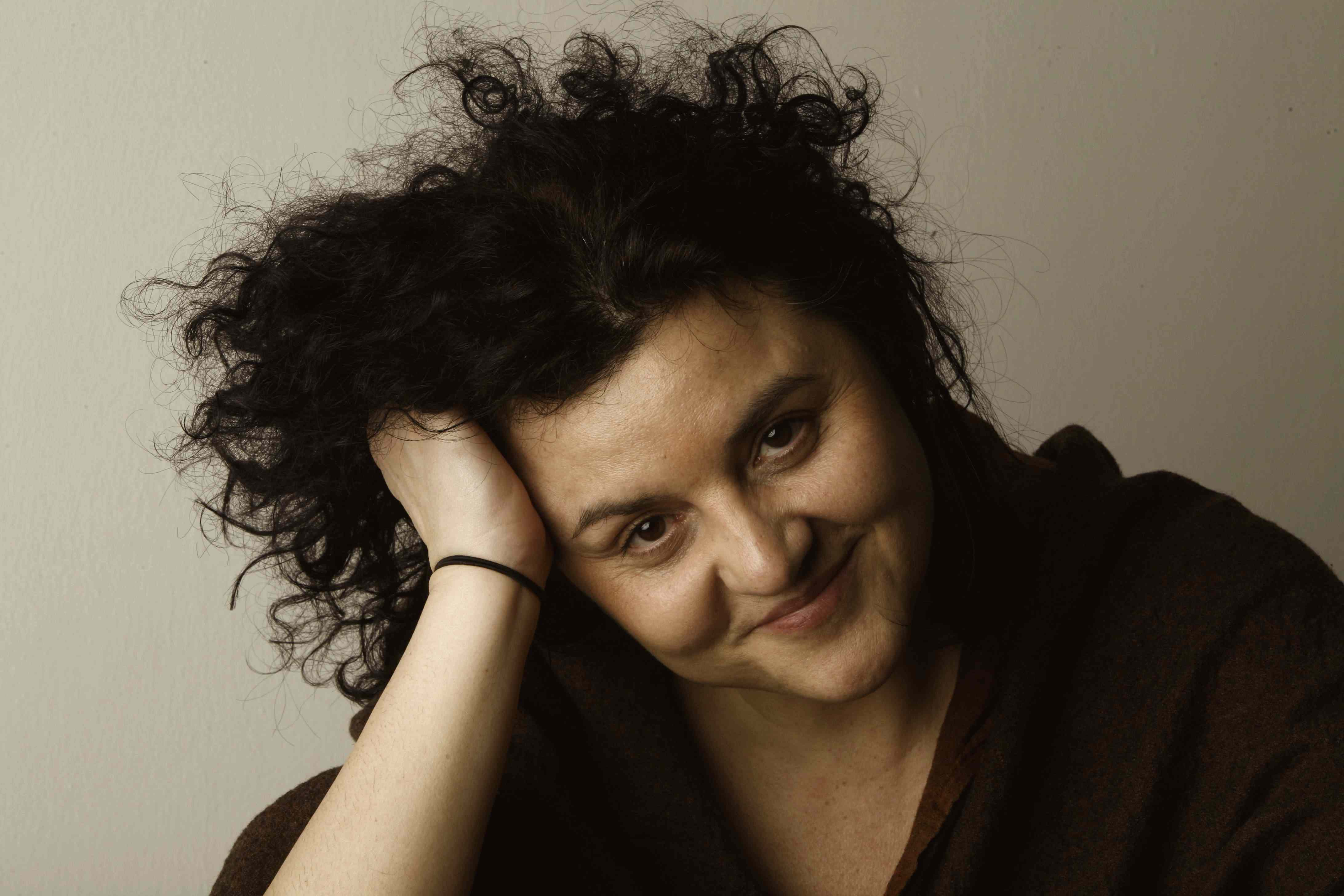
Diana Ivanova, 2013

Diana Ivanova (bulgarisch Диана Иванова; * 19. März 1968 in Michailowgrad (heute Montana)) ist eine bulgarische Journalistin, Autorin und Dokumentarfilmerin. Ihr berufliches Interesse gilt dem interkulturellen Dialog zwischen den Menschen in Bulgarien und anderen Ländern, bevorzugt Deutschland. Als Kulturmanagerin und Kuratorin engagiert sie sich für den Kulturaustausch und organisiert jedes Jahr im Nordwesten von Bulgarien ein internationales Kulturfestival. Als Gruppenanalytikerin ist sie in Sofia und Bonn mit Traumata befasst, die aufgrund der politischen Verhältnisse in beiden Ländern in der Vorwendezeit erlitten wurden – in Deutschland in erster Linie von Bürgern der DDR.

## Beruflicher Werdegang

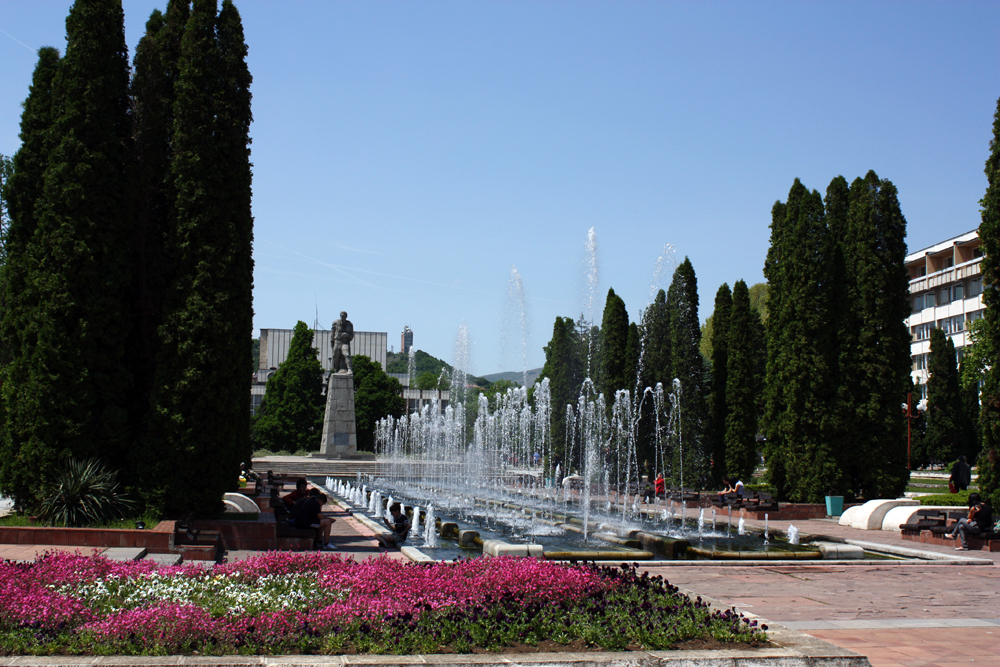
Montana

Als Diana Ivanova zur Schule ging, trug ihre Geburtsstadt noch den Namen Michailowgrad. Er wurde 1993 zugunsten des ursprünglichen Namens Montana aufgegeben. Am dortigen deutschen Gymnasium, das im Rahmen einer Städtepartnerschaft freundschaftliche Beziehungen mit dem Thüringer Gymnasium in Schmalkalden pflegte, legte sie das Abitur ab. Sie lebt und arbeitet in Bonn und Sofia.
Diana Ivanova studierte Kulturanthropologie und Massenkommunikation an der Universität Sofia, wo sie 1991 den Magister in Journalismus erwarb. Danach war sie bis 1995 als Journalistin tätig, unter anderem als Reporterin und Moderatorin beim Bulgarischen Nationalfernsehen. Anschließend war sie bis 2003 Radiojournalistin bei Radio Free Europe in Prag. Im selben Jahr schloss sie ihre Ausbildung als Kulturmanagerin ab, die sie am International Centre for Culture and Management (ICCM) bei Herwig Pöschl in Salzburg absolviert hatte. 2005 war sie Milena Jesenská Stipendiatin am Institut für die Wissenschaften vom Menschen. 2014 schloss sie ihre Ausbildung zur Gruppenanalytikerin bei der Internationalen Arbeitsgemeinschaft für Gruppenanalyse (IAG) in Altaussee ab. In ihrer Dissertation widmet sie sich dem Verhältnis zwischen betagten Italienern und bulgarischen Frauen, die in Regionen mit aussichtsloser Arbeitsmarktlage ihre Dörfer verlassen mussten, um mit der Altenpflege in Italien Geld zu verdienen, dabei aber den Kontakt zu ihrer Heimat verloren. Seit 2003 ist sie freie Journalistin, unter anderem für n-ost, Dnevnik, Capital, Abitare und Foreign Policy. Daneben ist sie Managerin der New Culture Foundation und recherchiert das filmische Erbe der bulgarischen Geheimdienste in Sofia, Berlin und München.

## Wirken
Diana Ivanova legt Wert auf „langsamen Journalismus“, wie sie es nennt. Authentizität ist für sie von zentraler Bedeutung. Journalismus dieser Art kostet nach ihrer Überzeugung Zeit und sie ist bereit, sich die zu nehmen. Auf diesem Hintergrund entstehen ihre Artikel, ihre Filme und Projekte. Inhaltlich bilden die durch politische Verhältnisse erlittenen individuellen und kollektiven Traumata der Menschen in Bulgarien und Deutschland einen Schwerpunkt ihres Schaffens. Mit ihrem Traumabegriff lehnt sie sich an die Sozialpsychologin Angela Kühner und den Soziologen Kai Erikson an, der unter einem kollektiven Trauma „eine Verletzung des sozialen Gewebes und der Verbindungen der Menschen untereinander“ versteht. Kulturaustausch und Selbsterfahrungsgruppen sind die von ihr gewählten Mittel, mit denen sie den Traumata begegnet, um den Boden für eine bessere Zukunft zu bereiten. Am Beginn eines jeden Projektes steht ihr Blick zurück in die Vergangenheit, der ihr Aufschluss über die geschichtlichen Wurzeln von Gegenwart und aktuellem Erleben der Menschen gibt. Nachdem sie ihren Zyklus Hello Melancholy in Capital weekly veröffentlicht hatte, wurde ihr am 16. August 2005 von der Austrian Press Agency in Wien der Preis Writing for Central and Eastern Europe (CEE) verliehen – für ihren Text Frau Bulgarin, Ivan Milev and Gustav Klimt. Im Dezember 2013 war Diana Ivanova zum zweiten Mal als Stipendiatin für einen Monat in das Künstlerhaus Villa Waldberta in Feldafing eingeladen worden. Unter anderem zeigte sie dort ihre Filme des bulgarischen Ministeriums für Staatssicherheit, die auch in der Brotfabrik in Berlin präsentiert wurden. 2012 war sie auf über 1.000 Filme der Staatssicherheit beim bulgarischen Innenministerium gestoßen.

„Darunter fanden sich Spielfilme und Dokumentationen genauso wie Beobachtungen und Verhöre. Seit einigen Jahren zeigt Diana Ivanova die Filme in ihrer Heimat, um bei ihrem Publikum ein neues Nachdenken über die kommunistische Vergangenheit Bulgariens in Gang zu setzen.“

Im April 2016 kuratierte sie beim Dresdener Film-Festival die Retrospektive Filme für die Sicherheit. Am 14. Juni 2016 bot sie gemeinsam mit dem Filmhistoriker Claus Löser bei der Bundesstiftung zur Aufarbeitung der SED-Diktatur einen Film-Workshop mit dem Titel Die verstörte Realität: Archive der bulgarischen Geheimdienstfilme und die Perspektive von heute an. Präsentiert wurden Aufnahmen des Komitees für Staatssicherheit in Bulgarien aus den 1980er Jahren. Die gezeigten Aufzeichnungen dokumentieren Verhöre und eine Feier zum Jubiläum dieser Staatssicherheit. Verhört worden waren der bulgarische Schriftsteller Petar Manolov (bulgarisch: Петър Манолов) am 20. Tag seines Hungerstreikes und eine dreiköpfige Familie kurz vor ihrer Ausreise.

## Projekte (Auswahl)

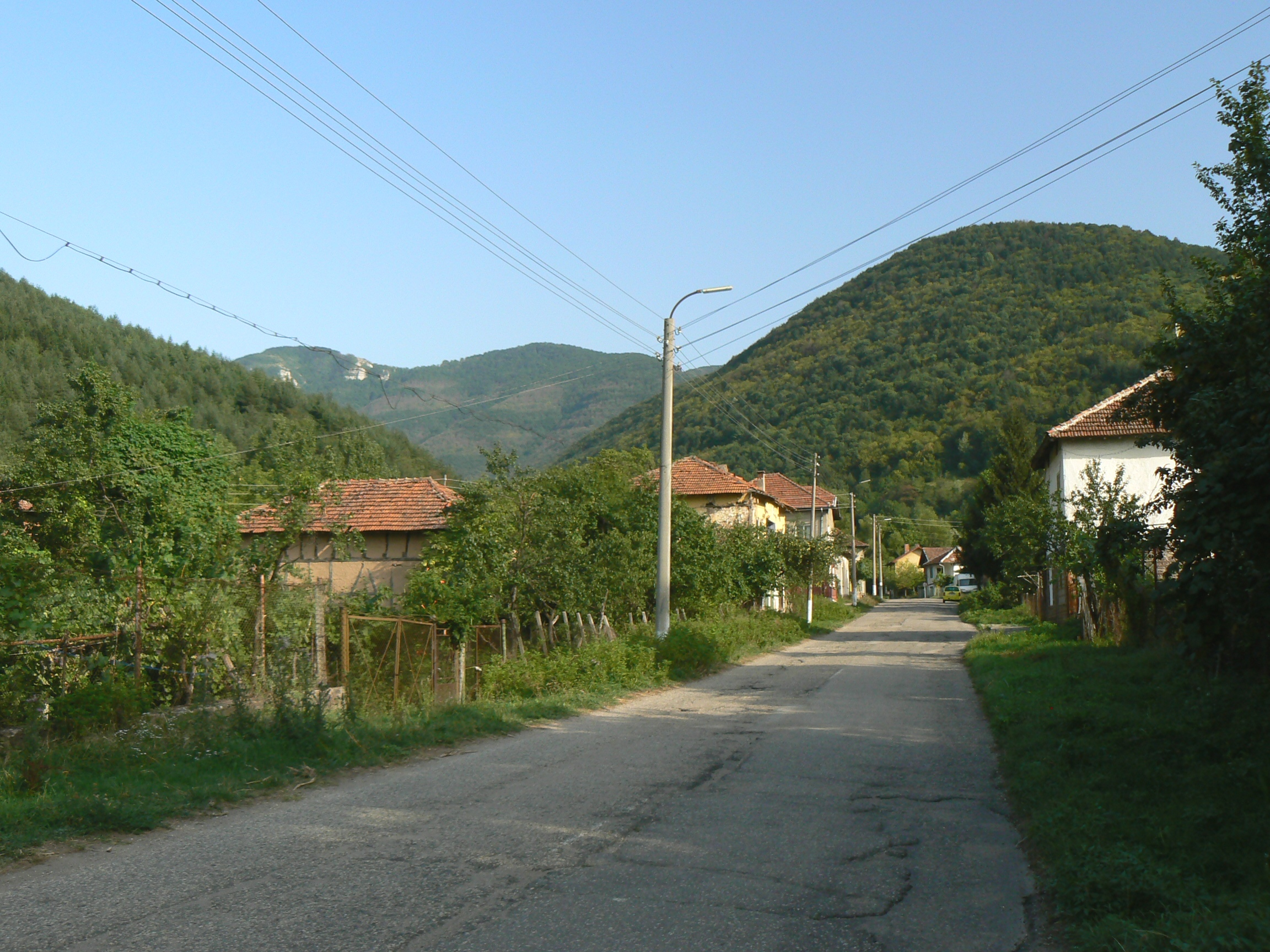
Gorna Bela Rechka in Bulgarien

### GOATMILK
Goatmilk (deutsch: Ziegenmilch) ist der Name eines internationalen Kulturfestivals, das Diana Ivanova zusammen mit dem Team der New Culture Foundation seit 2004 jedes Jahr im Mai als Festival der Erinnerungen in dem Dorf Gorna Bela Rechka im Nordwesten von Bulgarien organisiert. Daran beteiligt sind die knapp hundert über siebzigjährigen Bewohner des Dorfes und Künstler aus unterschiedlichen Nationen – also Menschen, die sich ansonsten nicht treffen würden. Auf diese Weise wird Bela Rechka zu einem Ort der Begegnung, an dem die Teilnehmer in gemeinsamer Gestaltung des Festivals Geschichten, Erfahrungen und Erinnerungen austauschen. Dem Projekt liegt die Frage zugrunde, ob die kulturellen Unterschiede die Menschen fundamental voneinander trennen oder ob Gemeinsamkeit und Verständigung möglich sind. Für die Bewohner des Dorfes und die am Goatmilk-Festival teilnehmenden Gäste und Künstler hat sich diese Frage inzwischen beantwortet. Zugleich kommt es durch das Festival zu einer Revitalisierung dieser von Armut und Einsamkeit geprägten Region des Landes.
Jedes Jahr ist das Goatmilk-Festival einem Thema gewidmet. 2008 stand es unter dem Zeichen der Wiederbeschaffung der Glocke. Obwohl Bela Rechka nie eine Kirche hatte, gab es eine Glocke im Dorf. Und die war den Bewohnern sehr wichtig, bis sie in den neunziger Jahren des vorigen Jahrhunderts gestohlen wurde. Das Goatmilk-Festival ebnete durch die Mithilfe zahlreicher Künstler den Weg zu ihrer Wiederbeschaffung. Unterstützt durch das Goethe-Institut in Sofia erhielt Bela Rechka 2009 eine neue Glocke. Realisiert wurde Die Glocke von Bela Rechka im Rahmen des europäischen Programms Kultur 2000 von der New Culture Foundation in Zusammenarbeit mit der Borderland Foundation (Polen) und der Laundry Association (Birmingham, England). Hinzu kamen Spenden und die Mitwirkung zahlreicher ehrenamtlicher Helfer.
Im Jahr 2019 veröffentlichte die Regisseurin Susanna Schürmann auf Arte ihren Dokumentarfilm Das Rote Erbe – Künstler und die sozialistische Vergangenheit. In ihrem Film berichtet sie über den Fotografen Nikola Mihov, der seit vielen Jahren Monumentalskulpturen in Bulgarien fotografiert, und über eine Gruppe junger Künstler, die unter dem Namen Destructive Creation diese, dem ehemaligen Regime dienenden Skulpturen illegal künstlerisch umwidmet. Daneben kommt Ivanova mit ihrem Projekt des Goatmilk-Festivals zu Wort, über das ebenfalls ausführlich berichtet wird.
Im Mai 2020 legte Diana Ivanova nach 16 Jahren ihre Beteiligung am Goatmilk-Festival nieder, weil es eine Entwicklung genommen habe, die nicht mehr ihrer Philosophie und ihren Überzeugungen entspreche.

### Ich habe den Sozialismus gelebt
Von 2004 bis 2006 arbeitete Diana Ivanova mit dem Schriftsteller Georgi Gospodinow und dem Psychiater Rumen Petrov zusammen. Im Fokus ihres gemeinsamen Projektes stand die Frage, welche Spuren der Sozialismus in den Seelen der Menschen hinterlassen hat und welchen Einfluss diese Spuren auf deren Lebensgefühl und Identität hatten. 171 Geschichten von Bulgaren verschiedenen Alters wurden zusammengetragen. Die Website, auf der sie vorgestellt wurden, gibt es nicht mehr; doch sie sind aufgehoben in einem Buch, das – auf Bulgarisch – den Titel des Projektes trägt. Ein Online-Artikel von The Sofia Echo stellt einige der Geschichten gekürzt und in englischer Sprache vor.

### My street
Das Projekt My street nahm seinen Anfang mit der Müllkrise 2005 in Bulgarien. Sie war Anlass, über die Bedeutung der Straße nachzudenken, in der die Menschen leben und sich zuhause oder auch fremd fühlen. So begann Diana Ivanova zunächst in Bulgarien und später in Kuba Menschen zusammenzubringen, die ihre Geschichte mit ihrer Straße aufschrieben, Fotos machten und sie anschließend in persönlicher Begegnung miteinander teilten. Obwohl viele mit dem Angebot zunächst nichts anzufangen wussten, entwickelten sie im Lauf ihrer Teilnahme an dem Projekt ein neues Verhältnis zu einer Umgebung, in der sie schon immer gelebt, der sie bisher aber wenig Aufmerksamkeit geschenkt hatten.

#### My street Bulgaria
Diana Ivanova war zusammen mit Boris Deliradev vom British Council in Bulgarien eingeladen, ein Konzept für Workshops mit jungen Menschen zum Thema Die EU und Ich zu entwickeln. Aus dem Wunsch, allgemeine und oberflächliche Gespräche über das Thema zu vermeiden, und unter dem Eindruck der damals aktuellen Müllkrise nahm die Idee für das Projekt My street Gestalt an. Nachdem My street Bulgaria ein Erfolg beschieden war, fand das Projekt später in Kuba seine Fortsetzung.

#### My street Cuban Stories
Seit 1997 bereiste Diana Ivanova Kuba. 2009 sammelte sie dort gemeinsam mit dem iranisch-kanadischen Fotografen Babak Salari Geschichten und Fotos von Menschen und ihren Straßen. Wie in allen Projekten standen die Identität der Menschen im Fokus und die Frage, wie sie geprägt wird durch Umgebung und Erleben. Daraus entstand 2010 ein erstes Buch und 2012 ein zweites.

### Trauma und Wunder
Zusammen mit Babak Salari begann Diana Ivanova 2008 die Recherche zu dem Projekt Trauma und Wunder – Porträts aus dem Nordwesten Bulgariens in einer der wirtschaftlich schwächsten und ärmsten Regionen des Landes. Angeregt durch die Überzeugung des französischen Soziologen und Philosophen Maurice Halbwachs, „dass wir alle unbewusst ‚ein Echo‘ von Ereignissen sind, die vor unserer Zeit passiert sind“, war das Ziel des Projektes eine Dokumentation der ältesten Bewohner der Region und ihrer oft traumatischen Geschichten. In der Absicht, einen Raum zu schaffen „für Worte, Sätze, Bilder, Gesichter, die ein Gefühl für diese Gegend vermitteln“, ist eine „Sammlung von Fragmenten“ mit Porträts und Geschichten von 50 Bewohnern in acht Dörfern entstanden. 2010 wurde das Projekt mit einer Ausstellung im Institut für die Wissenschaften vom Menschen (IWM) in Wien und in der Nationalen Kunstgalerie in Sofia der Öffentlichkeit präsentiert. Weitere Präsentationen folgten, ab 2016 auch in Deutschland.

### Filmprojekte
Diana Ivanova wirkte bei verschiedenen Filmprojekten mit. Für den 2009 veröffentlichten Film The Town of Badante Women von Stephan Komandarev schrieb sie das Drehbuch. Idee und Interviews steuerte sie zu dem 2012 veröffentlichten Film Father von Ivan Bogdanov bei, einer bulgarisch-, kroatisch-, deutschen Co-Produktion. Darüber hinaus hat sie einige Dokumentarkurzfilme veröffentlicht.
Am 14. November 2014 wurde nach vierjähriger Vorarbeit ihr 76 Minuten langer Dokumentarfilm LISTEN in Sofia uraufgeführt. Er berichtet über den Sender Radio Free Europe (RFE), der bis 1995 von München aus sendete, in Bulgarien vor der Wende aber verboten war. Von 1995 bis 2003 hatte Diana Ivanova dort gearbeitet. In Deutschland fand der Film inzwischen sein Publikum, zum Beispiel am 11. Juni 2015 bei der Stiftung Bayerisches Amerikahaus. Hier waren zwei ehemalige Mitarbeiter von Radio Free Europa (RFE) eingeladen: Luben Mutafoff, ehemals dort Journalist, und Richard H. Cummings, ehemaliger Sicherheitschef – beide nach dem Film im Gespräch mit der Regisseurin. Ebenfalls im Juni 2015 wurde der Film an der Universität Gießen gezeigt, die danach Gelegenheit zur Diskussion mit Diana Ivanova bot. Auch in der naTo in Leipzig und in der Brotfabrik in Berlin wurde der Film gezeigt, ebenso wie im Filmmuseum Potsdam, im Werkstattkino München und im Filmclub 813 in Köln. Im Ausland wurde der Film im Kosovo und in Luxembourg präsentiert. Der Filmhistoriker Claus Löser schrieb über den Film: „Diana Iwanowa gelingt in ihrem Dokumentarfilm-Debüt „Listen!“ (Hört!) ein kleines Wunder. Sie schafft es, die verhärteten Fronten der europäischen Nachkriegsordnung retrospektiv aufzuweichen, ohne dabei die historischen und aktuellen Konflikte zu verharmlosen.“ Im Jahr seiner Entstehung erhielt Diana Ivanova den Regiepreis für LISTEN als besten Erstlingsfilm. Entstanden ist der Film mit Unterstützung des Bulgarian National Film Center. Nach Abschluss dieser Filmarbeiten wandte sich Diana Ivanova der Recherche des Filmarchivs der Bulgarischen Staatssicherheit zu, wofür sie ein Stipendium von der Bundesstiftung Aufarbeitung erhielt.

### Selbsterfahrungsgruppen
Seit 2012 organisiert und seit 2013 leitet Diana Ivanova Selbsterfahrungsgruppen in Bonn und Sofia. Als Methode setzt sie dabei das Verfahren der Gruppenanalyse ein. Ihr Interesse in diesem Zusammenhang ist es, dem Leid, das Menschen auf Grund politischer Verhältnisse zugefügt wurde, einen Ort zu geben, an dem es gehört und möglicherweise gelindert wird.

### Traumasensibles Yoga
Als Gruppenanalytikerin seit Jahren mit traumatisierten Menschen befasst, ist Ivanova seit 2018 Mitglied beim Netzwerk für Traumasensibles Yoga (TSY ingradual). Im September 2019 beteiligte sie sich ehrenamtlich an dem Projekt Yoga for Peace in Bekaa Valley im Libanon, wo sie Flüchtlinge unterrichtete.

## Schriften
- Diana Ivanova: How to make a bell. Janet 45, Plovdiv/Bulgarien 2010, ISBN 978-954-491-544-5.
- Babak Salari (Fotografie), Diana Ivanova (Text): My Street. Cuban Stories. Janet 45, Plovdiv/Bulgarien 2010, ISBN 978-954-491-603-9.
- Martin Dietrich (Fotografie), Diana Ivanova (Text): Behind doors. Janet 45, Plovdiv/Bulgarien 2012, ISBN 978-954-491-798-2.
- Diana Ivanova: Basma und Gabardine. Gedichte. Janet 45, Plovdiv/Bulgarien 2013, ISBN 978-954-491-944-3 (Originaltitel: Басма и габардин.).
- Babak Salari (Fotografie), Diana Ivanova (Text): Trauma und Wunder. Porträts aus dem Nordwesten Bulgariens. Janet 45, Plovdiv/Bulgarien 2016, ISBN 978-6-19186221-4. (bulgarisch- und englischsprachige Ausgabe 2010)

## Filmografie
- 2014: LISTEN (76 Min.)
- 2012: The Abandoned Northwest (22 Min.)
- 2010: My Street Cuba (28 Min.)
- 2010: Between Havana and Sofia (16 Min.)

## Auszeichnungen
- 1993: National Award for best short TV news presentation
- 2005: Journalistenpreis Writing for Central and Eastern Europe (CEE)
- 2007: Robert Schumann Journalist Award
- 2014: Preis für besten Debüt-Film Golden Rhyton Festival Award
- 2014: HostwriterPrize Collaboration in Journalism (zusammen mit Dagmar Gester)

## Anmerkung
1. ↑  
Siehe auch: Interkulturelles Lernen und Interkulturelle Kompetenz